# Stephan Wevers
Stephan Wevers (Enschede, 26 augustus 1964) is voorzitter van de Federation of European Fire Officers (FEU), een onafhankelijke beroepsorganisatie van de alle EU-landen, waarvan de leden verantwoordelijk zijn voor het strategisch beheer en beleid van de brandweer- en reddingsdiensten in hun respectievelijke landen op gemeentelijk, provinciaal, regionaal of landelijk niveau. Wevers werd op 9 september 2020 voorgedragen en benoemd voor zijn internationale functie.
Vanaf 2021 is hij tevens voorzitter van de stichting Brandweer Zonder Grenzen. Deze stichting ondersteunt wereldwijd lokale brandweerorganisaties.

## Biografie
In 1987 heeft hij de 26e officiersopleiding aan de Rijksbrandweeracademie in Schaarsbergen afgerond. In 2000 heeft hij de Master of Crisis and Disaster Management afgerond. Met zijn scriptie "De operationaliteit van de Officier van Dienst (OvD); de Raison D’être" won Wevers de landelijke veiligheidsprijs.
Op 29 september 2011 werd Wevers voorzitter van Brandweer Nederland, tevens voorzitter van de Raad van Brandweercommandanten Nederland (RBC). Daarnaast is hij bestuurslid van Brandweer Opleidingen Gelderland/Overijssel (BOGO) en lid van de Raad van Inspiratie van het Oranje Kruis. Sinds 2015 is hij namens Nederland lid van de Federation of the European Fire Officers (FEU), een platform van alle landelijke brandweerorganisaties in Europa. Daarnaast is hij internationaal actief voor de CTIF, de International Association of Fire Services for Saver Citizens through Skilled Firefighters.
In zijn carrière heeft hij leiding gegeven tijdens diverse grootschalige incidenten waaronder de vuurwerkramp in Enschede. Naast deze operationele functies is hij ook instructeur bij trainingen voor manschappen, bevelvoerders en officieren. In 2012 is onder zijn verantwoordelijkheid de Twente Safety Campus, gelegen op het voormalige vliegveld Twente, opgericht. Hier werken professionals aan hun vakmanschap, beleven burgers veiligheid in de Risk Factory en ontwikkelen de hulpdiensten samen met kennis- en onderwijsinstellingen en het bedrijfsleven nieuwe veiligheidsinnovaties in het Safety Field Lab. 
Wevers is tevens een van de voorzitters van het Landelijk Operationeel Coördinatiecentrum (LOCC).

## Onderscheidingen
In 2015 won Wevers met de campagne "Laat je ouders niet stikken" de Don Berghuijs Award. Een innovatieprijs voor programma's die de samenleving veiliger maken.
In 2016 ontving hij in Berlijn het Deutsches Feuerwehr-Ehrenkreuz Silber.
Op 11 november 2020 kreeg Wevers voor zijn inzet voor de brandweer een koninklijke onderscheiding. Minister Grapperhaus van Justitie en Veiligheid decoreerde Wevers tot Officier in de Orde van Oranje Nassau. Wevers' vrouw Renate mocht – vanwege Covid-19 – de versierselen opspelden.

## Privé
Wevers heeft twee kinderen en woont met zijn gezin in Hengelo.